# Stagni di Poirino - Favari
Stagni di Poirino - Favari este o arie protejată (arie specială de conservare — SAC, sit de importanță comunitară — SCI) din Italia întinsă pe o suprafață de 1.844 ha, integral pe uscat.

## Localizare
Centrul sitului Stagni di Poirino - Favari este situat la coordonatele 44°55′23″N 7°47′31″E / 44.923°N 7.792°E.

## Înființare
Situl Stagni di Poirino - Favari a fost declarat sit de importanță comunitară în septembrie 1995 pentru a proteja 11 specii de animale. Situl a fost protejat și ca arie specială de conservare în februarie 2017.

## Biodiversitate
Situată în ecoregiunea continentală, aria protejată conține 3 habitate naturale: Păduri de stejar sau de stejar și carpen sub-atlantice și medio-europene de Carpinion betuli, Lacuri eutrofice naturale cu vegetație de tip Magnopotamion sau Hydrocharition, Păduri aluvionare cu Alnus glutinosa și Fraxinus excelsior (Alno-Padion, Alnion incanae, Salicion albae).
La baza desemnării sitului se află mai multe specii protejate:
- păsări (5): pescăruș albastru (Alcedo atthis), egretă mică (Egretta garzetta), sfrâncioc roșiatic (Lanius collurio), gaia neagră (Milvus migrans), stârc de noapte (Nycticorax nycticorax)
- amfibieni (3): Pelobates fuscus insubricus, Rana latastei, Triturus carnifex
- mamifere (1): liliac comun (Myotis myotis)
- nevertebrate (1): fluturele purpuriu (Lycaena dispar)
- pești (1): Cobitis bilineata

Pe lângă speciile protejate, pe teritoriul sitului au mai fost identificate 6 specii de amfibieni, 1 specie de mamifere, 4 specii de reptile.